# Kirchenkreis Jena
Der Evangelisch-Lutherische Kirchenkreis Jena ist einer von 37 Kirchenkreisen der Evangelischen Kirche in Mitteldeutschland. Er umfasst die evangelisch-lutherischen Kirchengemeinden in der kreisfreien Stadt Jena sowie einige im Landkreis Weimarer Land und im Saale-Holzland-Kreis. Der Kirchenkreis gehörte bis zu dessen Auflösung zum Propstsprengel Gera-Weimar; seit 2022 gehört er zum Bischofssprengel Erfurt.

## Gliederung und Gotteshäuser
Zum Kirchenkreis Jena gehören 69 Kirchenbauten in 51 Kirchengemeinden. Diese Kirchengemeinden werden von insgesamt 15 Pastorinnen und Pastoren betreut. Aus organisatorischen Gründen sind einige Kirchengemeinden in Kirchengemeindenverbänden zusammengefasst. Die Kirchengemeinden und Kirchengemeindenverbände sind geographisch in Regionen geordnet. Zentraler Ort des Kirchenkreises Jena ist die Stadtkirche St. Michael. Das reiche kirchenmusikalische Leben wird mit Kirchenmusikerinnen und Kirchenmusikern im Haupt- und Nebenamt und auch ehrenamtlich geprägt.
| Bild | Kirche                               | Kirchengemeinde             | Region             | Baujahr             | Ort               | Ortsteil         | Kreis                   |
| ---- | ------------------------------------ | --------------------------- | ------------------ | ------------------- | ----------------- | ---------------- | ----------------------- |
|      | St. Michael                          | Jena                        | Links der Saale    | seit 1380           | Jena              | Mitte            | Jena                    |
|      | Friedenskirche                       | Jena                        | Links der Saale    | 1686–1693           | Jena              | Mitte            | Jena                    |
|      | Melanchthonhaus                      | Jena                        | Links der Saale    | 1929                | Jena              | Mitte            | Jena                    |
|      | Gemeindehaus Mitte                   | Jena                        | Links der Saale    | 1881/2005           | Jena              | Mitte            | Jena                    |
|      | St. Marien                           | Jena                        | Links der Saale    | seit 1100           | Jena              | Zwätzen          | Jena                    |
|      | St.-Marien-Magdalenen                | Jena                        | Links der Saale    | vor 1712            | Jena              | Löbstedt         | Jena                    |
|      | Gemeindehaus Simon Petrus            | Jena                        | Links der Saale    | 2011                | Jena              | Jena-Nord        | Jena                    |
|      | Dorfkirche Ammerbach                 | Jena                        | Links der Saale    | seit 1228           | Jena              | Ammerbach        | Jena                    |
|      | Dreifaltigkeitskirche                | Jena                        | Links der Saale    | 18. Jahrhundert     | Jena              | Burgau           | Jena                    |
|      | Dorfkirche Winzerla                  | Jena                        | Links der Saale    | 12. Jahrhundert     | Jena              | Lichtenhain      | Jena                    |
|      | St. Nikolai                          | Jena                        | Links der Saale    | 1716–1718           | Jena              | Winzerla         | Jena                    |
|      | Gemeindehaus Dietrich Bonhoeffer     | Jena                        | Links der Saale    |                     | Jena              | Winzerla         | Jena                    |
|      | Marienkirche                         | Jena                        | Wenigenjena        | vor 1424            | Jena              | Ziegenhain       | Jena                    |
|      | Schillerkirche „Unserer lieben Frau“ | Jena                        | Wenigenjena        | 14./15. Jahrhundert | Jena              | Wenigenjena      | Jena                    |
|      | Lutherhaus                           | Jena                        | Wenigenjena        | 1977                | Jena              | Wenigenjena      | Jena                    |
|      | Gemeindezentrum Albert Schweitzer    | Jena                        | Ost                | 1955–1960           | Jena              | Wenigenjena      | Jena                    |
|      | Dorfkirche Jenaprießnitz             | Jenaprießnitz               | Ost                | 1856                | Jena              | Jenaprießnitz    | Jena                    |
|      | St. Bartholomäus                     | Großlöbichau                | Ost                | 1374                | Großlöbichau      | Großlöbichau     | Saale-Holzland-Kreis    |
|      | Dorfkirche Kleinlöbichau             | Großlöbichau                | Ost                | 1675                | Großlöbichau      | Kleinlöbichau    | Saale-Holzland-Kreis    |
|      | St. Martin                           | Am Gleisberg-Beutnitz       | Ost                | 1773                | Jena              | Kunitz           | Saale-Holzland-Kreis    |
|      | St. Trinitatis                       | Am Gleisberg-Beutnitz       | Ost                | 14. Jahrhundert     | Golmsdorf         | Beutnitz         | Saale-Holzland-Kreis    |
|      | St. Barbara                          | Am Gleisberg-Beutnitz       | Ost                | 1685                | Golmsdorf         | Golmsdorf        | Saale-Holzland-Kreis    |
|      | St. Nikolaus                         | Am Gleisberg-Beutnitz       | Ost                | 1456                | Löberschütz       |                  | Saale-Holzland-Kreis    |
|      | St. Katharina                        | Am Gleisberg-Beutnitz       | Ost                | 14. Jahrhundert     | Jenalöbnitz       |                  | Saale-Holzland-Kreis    |
|      | Dorfkirche Altengönna                | Vierzehnheiligen            | West               | 1690                | Lehesten          | Altengönna       | Saale-Holzland-Kreis    |
|      | Dorfkirche Closewitz                 | Vierzehnheiligen            | West               | 16. Jahrhundert     | Jena              | Closewitz        | Jena                    |
|      | St. Ägidius                          | Vierzehnheiligen            | West               | 1699                | Jena              | Cospeda          | Jena                    |
|      | St. Cosmas und Damian                | Vierzehnheiligen            | West               | 1657                | Hainichen         | Hainichen        | Saale-Holzland-Kreis    |
|      | Dorfkirche Krippendorf               | Vierzehnheiligen            | West               | ?                   | Jena              | Krippendorf      | Jena                    |
|      | Dorfkirche Lehesten                  | Vierzehnheiligen            | West               | 1550–1551           | Lehesten          | Lehesten         | Saale-Holzland-Kreis    |
|      | St. Nikolaus                         | Vierzehnheiligen            | West               | 1236                | Jena              | Lützeroda        | Jena                    |
|      | St. Georg                            | Vierzehnheiligen            | West               | 1554                | Lehesten          | Nerkewitz        | Jena                    |
|      | Kirche Neuengönna                    | Vierzehnheiligen            | West               | 1432                | Neuengönna        | Neuengönna       | Saale-Holzland-Kreis    |
|      | Dorfkirche Rödigen                   | Vierzehnheiligen            | West               | 17. Jahrhundert     | Lehesten          | Rödigen          | Saale-Holzland-Kreis    |
|      | Dorfkirche Stiebritz                 | Vierzehnheiligen            | West               | 1612                | Hainichen         | Stiebritz        | Saale-Holzland-Kreis    |
|      | Zu den vierzehn Nothelfern           | Vierzehnheiligen            | West               | 1453–1464           | Jena              | Vierzehnheiligen | Jena                    |
|      | Kirche Zimmern                       | Vierzehnheiligen            | West               | 1797                | Zimmern           |                  | Saale-Holzland-Kreis    |
|      | Dorfkirche Döbritschen               | Großschwabhausen-Isserstedt | West               | 1583                | Döbritschen       |                  | Landkreis Weimarer Land |
|      | St. Maria und Margareta              | Großschwabhausen-Isserstedt | West               | 1607–1609           | Großschwabhausen  | Großschwabhausen | Landkreis Weimarer Land |
|      | Dorfkirche Hohlstedt                 | Großschwabhausen-Isserstedt | West               | 12. Jahrhundert     | Großschwabhausen  | Hohlstedt        | Landkreis Weimarer Land |
|      | St. Magdalena                        | Großschwabhausen-Isserstedt | West               | 13. Jahrhundert     | Jena              | Isserstedt       | Jena                    |
|      | Dorfkirche Münchenroda               | Großschwabhausen-Isserstedt | West               | 13. Jahrhundert     | Jena              | Münchenroda      | Jena                    |
|      | Dorfkirche Kleinschwabhausen         | Großschwabhausen-Isserstedt | West               | 13. Jahrhundert     | Kleinschwabhausen |                  | Landkreis Weimarer Land |
|      | Dorfkirche Kötschau                  | Großschwabhausen-Isserstedt | West               | 18. Jahrhundert     | Großschwabhausen  | Kötschau         | Landkreis Weimarer Land |
|      | St. Michael                          | Magdala                     | West               | 13. Jahrhundert     | Bucha             | Bucha            | Saale-Holzland-Kreis    |
|      | Dorfkirche Coppanz                   | Magdala                     | West               | 1812                | Bucha             | Coppanz          | Saale-Holzland-Kreis    |
|      | Dorfkirche Göttern                   | Magdala                     | West               | 13. Jahrhundert     | Magdala           | Göttern          | Landkreis Weimarer Land |
|      | Dorfkirche Großkröbitz               | Magdala                     | West               | 1718                | Milda             | Großkröbitz      | Saale-Holzland-Kreis    |
|      | St. Johannis                         | Magdala                     | West               | 13. Jahrhundert     | Magdala           | Magdala          | Landkreis Weimarer Land |
|      | Dorfkirche Maina                     | Magdala                     | West               | 16. Jahrhundert     | Magdala           | Maina            | Landkreis Weimarer Land |
|      | St. Jakobus                          | Magdala                     | West               | 12. Jahrhundert     | Milda             | Milda            | Saale-Holzland-Kreis    |
|      | St. Bonifatius                       | Magdala                     | West               | 11. Jahrhundert     | Bucha             | Nennsdorf        | Saale-Holzland-Kreis    |
|      | St. Hubertus                         | Magdala                     | West               | 12./13. Jahrhundert | Bucha             | Oßmaritz         | Saale-Holzland-Kreis    |
|      | St. Nikolai                          | Magdala                     | West               | 1783–1785           | Magdala           | Ottstedt         | Landkreis Weimarer Land |
|      | Trinitatis-Kirche                    | Magdala                     | West               | 1717                | Milda             | Rodias           | Saale-Holzland-Kreis    |
|      | Dorfkirche Schorba                   | Magdala                     | West               | 1749–1750           | Bucha             | Schorba          | Saale-Holzland-Kreis    |
|      | Christi Himmelfahrt                  | Magdala                     | West               | 13./14. Jahrhundert | Milda             | Zimmritz         | Saale-Holzland-Kreis    |
|      | Auferstehungskirche                  | Lobeda                      | Rothenstein-Lobeda | 1653–1656           | Jena              | Drackendorf      | Jena                    |
|      | Martin-Niemöller-Haus                | Lobeda                      | Rothenstein-Lobeda | 1981–1983           | Jena              | Lobeda           | Jena                    |
|      | Peterskirche                         | Lobeda                      | Rothenstein-Lobeda | 1489–1500           | Jena              | Lobeda           | Jena                    |
|      | Dorfkirche Rutha                     | Lobeda                      | Rothenstein-Lobeda | 1840–1842           | Sulza             | Rutha            | Saale-Holzland-Kreis    |
|      | Dorfkirche Wöllnitz                  | Lobeda                      | Rothenstein-Lobeda | 1740–1743           | Jena              | Wöllnitz         | Jena                    |
|      | Dorfkirche Zöllnitz                  | Lobeda                      | Rothenstein-Lobeda | 1715                | Zöllnitz          |                  | Saale-Holzland-Kreis    |
|      | Dorfkirche Göschwitz                 | Göschwitz-Rothenstein       | Rothenstein-Lobeda | 1752                | Jena              | Göschwitz        | Jena                    |
|      | Dorfkirche Jägersdorf                | Göschwitz-Rothenstein       | Rothenstein-Lobeda | 1713/2005           | Schöps            | Jägersdorf       | Saale-Holzland-Kreis    |
|      | St. Nikolaus                         | Göschwitz-Rothenstein       | Rothenstein-Lobeda | 12./13. Jahrhundert | Jena              | Leutra           | Jena                    |
|      | St. Laurentius                       | Göschwitz-Rothenstein       | Rothenstein-Lobeda | 1468–1483           | Jena              | Maua             | Jena                    |
|      | Dorfkirche Oelknitz                  | Göschwitz-Rothenstein       | Rothenstein-Lobeda | 1250/1689           | Rothenstein       | Oelknitz         | Saale-Holzland-Kreis    |
|      | St. Wenzel                           | Göschwitz-Rothenstein       | Rothenstein-Lobeda | 1437–1506           | Rothenstein       | Rothenstein      | Saale-Holzland-Kreis    |

## Weitere Dienststellen und Einrichtungen

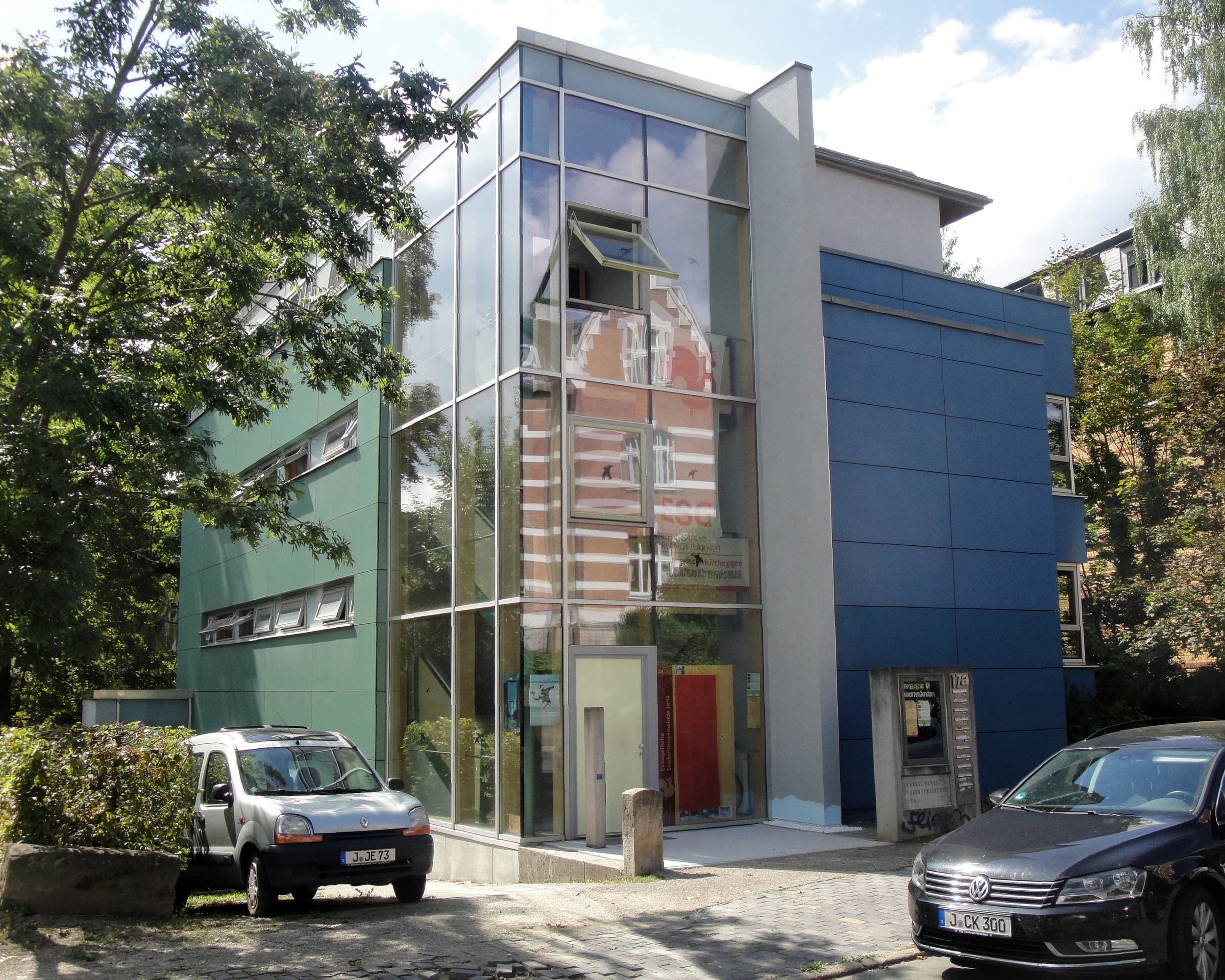
Haus der Evangelischen Studierendengemeinde in Jena

- zwei Kreispfarrstellen für Klinikseelsorge
- drei Kreisschulpfarrstellen
- Stadtjugendpfarramt
- Evangelische Studierendengemeinde Jena
- Christliches Gymnasium Jena
- Evangelische Grundschule Jena
- Diakoniekreisstelle Jena und Kirchenkreissozialarbeit
- DO Diakonie Ostthüringen gGmbH mit

Kindertagesstätte Himmelszelt
Kindertagesstätte Arche Noah
Diakoniesozialstation
Seniorenzentrum Gertrud-Schäfer-Haus
Seniorenzentrum Käthe Kollwitz
Seniorenwohnen Am Villengang
Ambulant betreutes Wohnen
Wohnen Am Singerweg
Zentrum für seelische Gesundheit
Telefonseelsorge
Sozialdienst für hörgeschädigte Menschen
Notfallseelsorge
Asylverfahrensberatung

## Geschichte
Die Struktur und Gliederung des Kirchenkreises hat in den vergangenen Jahren, Jahrzehnten und Jahrhunderten viele Veränderungen erfahren. 
Bis zur Reformation gehörte das Gebiet westlich der Saale zum Erzbistum Mainz, das östlich der Saale zum Erzbistum Magdeburg. Nach der Reformation bildete die Stadt und das Umland von Jena innerhalb der Ernestinischen Herzogtümer einen eigenen kirchlichen Aufsichtsbezirk, dessen Zuschnitt von den jeweiligen territorialen Veränderungen abhing. Im Großherzogtum Sachsen-Weimar-Eisenach hatte die Diözese Jena, wie sie damals genannt wurde, 1827 schon weitgehend dieselbe Ausdehnung wie heute. Nur Großlöbichau, Kunitz, Döbritschen und Lichtenhain kamen später hinzu; dafür wurden einige Gemeinden an die Nachbardiözesen Dornburg und Bürgel (heute aufgegangen im Kirchenkreis Eisenberg) abgegeben.
1913, endgültig 1915 wurde die Diözese geteilt in den Kirchenkreis Stadt Jena und den Kirchenkreis Lobeda (später Jena-Land). Während der Zeit der DDR wurden beide wieder vereinigt. 
In den vergangenen Jahrzehnten sind die Kirchengemeinden des Jenaer Umlandes untereinander und teilweise auch mit denen der Stadt Jena fusioniert. Dabei sind gemeinsame Kirchengemeindeverbünde geschaffen worden. Die Struktureinheit eines „Sprengels“ bezeichnet innerhalb des Kirchenkreises Jena eine organisatorische Untereinheit – im Gegensatz zum sonst üblichen Gebrauch (Sprengel (evangelisch)), wie z. B. „Propstsprengel“. Weiterhin wird der Begriff eines „Seelsorgebezirks“ innerhalb des Kirchenkreises verwendet.
Die katholische Pfarrkirche St. Johannes Baptist stammt aus dem 9. Jahrhundert und ist die älteste Kirche der Stadt Jena. Ihr zugeordnet war ursprünglich der historische Johannisfriedhof, auf dessen Territorium sich heute die evangelische Friedenskirche befindet. 
Die Kollegienkirche war bis zu ihrer Zerstörung im Zweiten Weltkrieg die Universitätskirche der Universität Jena. Vor der Reformation war sie Klosterkirche des Jenaer Dominikanerklosters, aus dem das Collegium Jenense hervorging. In der mittelalterlichen Stadt gab es außerdem das Zisterzienserinnenkloster hinter der Stadtkirche St. Michael und das Karmelitenkloster. Weiterhin gab es in der mittelalterlichen Stadt mehrere Spitalkirchen und -kapellen.

## Ökumene
Zur Arbeitsgemeinschaft Christlicher Kirchen in Jena gehören neben dem Kirchenkreis Jena:
- Landeskirchliche Gemeinschaft
- Römisch-Katholische-Kirche
- Evangelisch-Methodistische Kirche
- Evangelisch-Freikirchliche Gemeinde
- Gemeinde der Siebenten-Tags-Adventisten
- Pfingstgemeinde Jena
- Selbstständige Evangelisch-Lutherische Kirche (SELK) Jena